# Alexandru Bogza
Alexandru Bogza (n. 10 iulie 1895, Brăila, România – d. 30 decembrie 1973, Câmpulung Moldovenesc, Suceava, România) a fost un muzician și filosof român, fratele scriitorilor Geo Bogza și Radu Tudoran (pseudonimul lui Nicolae Bogza).